# Chiquiguao 1.ª Sección
Chiquiguao 1.ª Sección es una localidad del municipio de Centro ubicado en la subregión centro del estado mexicano de Tabasco.

## Geografía
La localidad de Chiquiguao 1.ª Sección se sitúa en las coordenadas geográficas 17°56′42″N 92°42′00″O / 17.945000, -92.700000, a una elevación de 30 metros sobre el nivel del mar.

## Demografía
Según el Conteo de Población y Vivienda 2020, efectuado por el Instituto Nacional de Estadística y Geografía, la localidad de Chiquiguao 1.ª Sección tiene 434 habitantes, de los cuales 215 son del sexo masculino y 219 del sexo femenino. Su tasa de fecundidad es de 2.2 hijos por mujer y tiene 132 viviendas particulares habitadas.
| Gráfica de evolución demográfica de Chiquiguao 1.ª Sección entre 1910 y 2020 |
|                                                                              |
| INEGI.                                                                       |